# Aristida eludens
Aristida eludens är en gräsart som beskrevs av Kelly W. Allred och Valdés-reyna. Aristida eludens ingår i släktet Aristida och familjen gräs. Inga underarter finns listade i Catalogue of Life.